# Very Cool
Very Cool est un album de cool jazz enregistré en 1958 par le saxophoniste américain Lee Konitz.
Cet album est un des nombreux disques des années 1950 dont le titre comporte le terme cool, comme Birth of the Cool enregistré par le nonet de Miles Davis en 1949-1950, Classics in Jazz : Cool and Quiet publié en 1953 par le label Capitol Records, Something Cool de June Christy en 1954, Jazz: Red, Hot and Cool de Dave Brubeck en 1955 et Stan Getz and the Cool Sounds en 1956,.

## Historique

### Contexte
Pour cette session d'enregistrement, Lee Konitz, le premier et le plus fameux disciple du pianiste Lennie Tristano, et un des très rares saxophonistes alto de sa génération à ne pas avoir été influencé par Charlie Parker,,,, réunit autour de lui quatre musiciens dont trois sont également d'anciens élèves de Tristano : le pianiste Sal Mosca, le contrebassiste Peter Ind et le trompettiste Don Ferrara,,.
Dans la notice du LP, Konitz déclare à Nat Hentoff : « La chose la plus importante que j'ai découverte, c'est que je peux être moi-même quand je joue. Je ne me préoccupe plus autant de mettre le feu au monde avec une musique originale. Si ça vient, ça vient ; l'essentiel est d'avoir du plaisir à jouer. Peu importe que je joue une mélodie simple, je peux en tirer une satisfaction »

### Enregistrement, publication et rééditions
L'album est enregistré le 12 mai 1957 à New York aux États-Unis,.
La notice originale du LP (original liner notes) est de la main de Nat Hentoff,, historien, romancier, critique de jazz et de musique country, chroniqueur, disc jockey radio et producteur de disques.
L'album sort en 1957 en disque vinyle long play (LP) sur le label Verve Records sous la référence MGV-8209,.
La conception de la pochette est l'œuvre de Sheldon Marks et la photographie est de William Claxton,.
L'album est réédité à plusieurs reprises en LP par Verve de 1977 à 1991, puis en CD de 1988 à 2012.

## Accueil critique
Pour Nat Hentoff, auteur de la notice du LP original (original liner notes), « Konitz a un style et un son immédiatement identifiables, une conception marquée par une logique souvent audacieuse, et une profondeur émotionnelle narrative croissante ».
Le site AllMusic attribue 4 étoiles à l'album Very Cool. Le critique musical Michael G. Nastos d'AllMusic souligne que « les sessions Very Cool, pleines d'esprit et surtout merveilleuses, mettent en vedette le trompettiste sous-estimé Don Ferrara ».
Contrastant avec ces avis flatteurs, dans une longue revue de la carrière de Lee Konitz jusqu'en 1966 parue dans The Evergreen Review N° 43 en 1966 sous le titre Jazz: The LP Catalogue #19: The Achievement of Lee Konitz, Harvey Pekar est extrêmement critique, alors qu'il était positif pour les albums Inside Hi-Fi et The Real Lee Konitz : « À l'époque de Very Cool, son premier disque Verve, Konitz avait développé une philosophie de la musique qui différait de sa vision de 1950. Il a déclaré dans les notes de pochette : "Je ne suis plus aussi soucieux de mettre le feu au monde avec de la musique originale", et il a exprimé un grand intérêt à jouer avec le feeling. Peut-être considérait-il alors ses premières œuvres comme froides et abstraites. Les intentions de Konitz de vouloir improviser de manière plus émotionnelle (en fait, à sa manière, il l'a toujours fait) ont peut-être été louables, mais les solos qu'il joue sur Very Cool sont décevants. Son travail sur Sunflower et Billie's Bounce est terrifiant ; son phrasé est saccadé, en partie à cause de la façon dont il a utilisé les croches et doubles croches pointées. En fait, à certains moments, son jeu a une allure rythmique pré-moderne. Et sur les ballades Crazy She Calls Me et Stairway to the Stars, dans une tentative apparente d'éviter l'éclat, il joue trop simplement et son travail manque de substance »

## Titres
| No | Titre                 | Auteur                                           | Durée |
| -- | --------------------- | ------------------------------------------------ | ----- |
| 1. | Sunflower             | Don Ferrara                                      | 8:06  |
| 2. | Stairway To The Stars | Matty Malneck, Mitchell Parish, Frank Signorelli | 5:18  |
| 3. | Movin' Around         | Don Ferrara                                      | 7:45  |
| 4. | Kary's Trance         | Lee Konitz                                       | 7:08  |
| 5. | Crazy She Calls Me    | Meyer-Kahn-Caesar                                | 7:20  |
| 6. | Billie's Bounce       | Charlie Parker                                   | 6:07  |

## Musiciens
- Lee Konitz : saxophone alto
- Sal Mosca : piano
- Peter Ind : contrebasse
- Shadow Wilson : batterie
- Don Ferrara : trompette